# Mario Fernandes
Mario Fernandes (* 21. Juni 1991 in Frankfurt am Main) ist ein ehemaliger deutscher Handballspieler, der von der Saison 2009/10 bis 2019/20 beim TV Hüttenberg spielte, ehe er zum TV Petterweil wechselte. Fernandes spielte auf der Position des Kreisläufers.

## Leben
Mit dem Handball begann Mario Fernandes 1996 in seinem Heimatort beim TV 1901 Ober-Mörlen. Über die Zwischenstation als Jugendspieler bei der HSG Dutenhofen/Münchholzhausen gelangte Fernandes nach der B-Jugend zum TV Hüttenberg. Dort konnte er in der Saison 2009/10 sein Debüt in der 2. Handball-Bundesliga Süd absolvieren. In seiner zweiten Spielzeit konnte Fernandes mit dem TV Hüttenberg den zweiten Platz und somit die Relegation für die Handball-Bundesliga erreichen. Dort konnte gegen die GWD Minden der Aufstieg in die Handball-Bundesliga perfekt gemacht werden. Obwohl er zum Saisonende 2010/2011 wenig Spielzeit erhielt, wurde sein Vertrag bis 2013 verlängert. Zu Beginn der Spielzeit 2011/2012 erhielt Fernandes ein Zweitspielrecht für das Drittligateam HSG Pohlheim.
Nach dem Abstieg aus der 1. Handball-Bundesliga spielte er weiter für den TV Hüttenberg in der 2. Liga, bis das Team 2015 den Abstieg in die 3. Liga nicht mehr verhindern konnte. Dennoch hatte Fernandes seinen Vertrag bei den Mittelhessen auch für die 3. Liga verlängert. Nach Ablauf der Saison 2015/16 schaffte der Kreisläufer mit dem TVH die sofortige Wiederkehr in die 2. Bundesliga und nur ein Jahr später den Aufstieg in die 1. Handball-Bundesliga.
Mario Fernandes hat 2010 die allgemeine Hochschulreife am St. Lioba Gymnasium in Bad Nauheim erlangt. Zum Wintersemester 2010/2011 hat er den Studiengang „Bewegung und Gesundheit“ an der Justus-Liebig-Universität Gießen begonnen und im Sommersemester 2013 mit dem Bachelor abgeschlossen. Daraufhin begann er ein Studium der Wirtschaftswissenschaften, ebenfalls an der Justus-Liebig-Universität Gießen. Dieses hat er im Sommersemester 2016 ebenfalls mit dem Bachelor erfolgreich abgeschlossen, gefolgt vom Master in BWL im Sommersemester 2018. Anschließend promovierte er am Lehrstuhl Finanzen an der Justus-Liebig-Universität.
Zum Ende der Saison 2019/20 verließ Fernandes nach zweijähriger Amtszeit als Kapitän und elf Jahren in der ersten Männermannschaft den TV Hüttenberg, um handballerisch kürzerzutreten und sich weiter seiner Promotion zu widmen. Daraufhin schloss sich Fernandes dem Oberliga-Aufsteiger TV Petterweil an. Zum Ende der Saison 2022/23 beendete Fernandes seine Handball-Karriere. Die Promotion schloss er 2023 mit Summa cum laude ab.

## Erfolge
- Aufstieg in die Bundesliga 2011
- Aufstieg in die Bundesliga 2017